# 柳瑛
柳瑛（1431年—？），字廷玉，直隸鳳陽府臨淮縣人，明朝政治人物。進士出身。

## 生平
應天府鄉試第六十二名。天順元年（1457年）丁丑科會試第七十四名，殿試登進士第二甲第十六名。官至河南按察使司佥事。

## 著作
纂修《中都志十卷》。

## 家族
曾祖父柳尚九。祖父柳耀，封監察御史。父亲柳春，曾任監察御史。